# Studiorum Ducem
 Studiorum Ducem  è un'enciclica di papa Pio XI, promulgata il 29 giugno 1923 e scritta in occasione del 6° centenario della canonizzazione di San Tommaso d'Aquino, il cui pensiero è riproposto come centrale nella teologia cattolica. Il testo si conclude con un invito a recitare e divulgare la preghiera Creator Ineffabilis, tradizionalmente attribuita a S. Tommaso, "perché sotto la guida dell’Angelico Maestro d’Aquino gli studi dei nostri alunni diano sempre maggiori frutti a gloria di Dio e a vantaggio della Chiesa".